# 千里丘駅

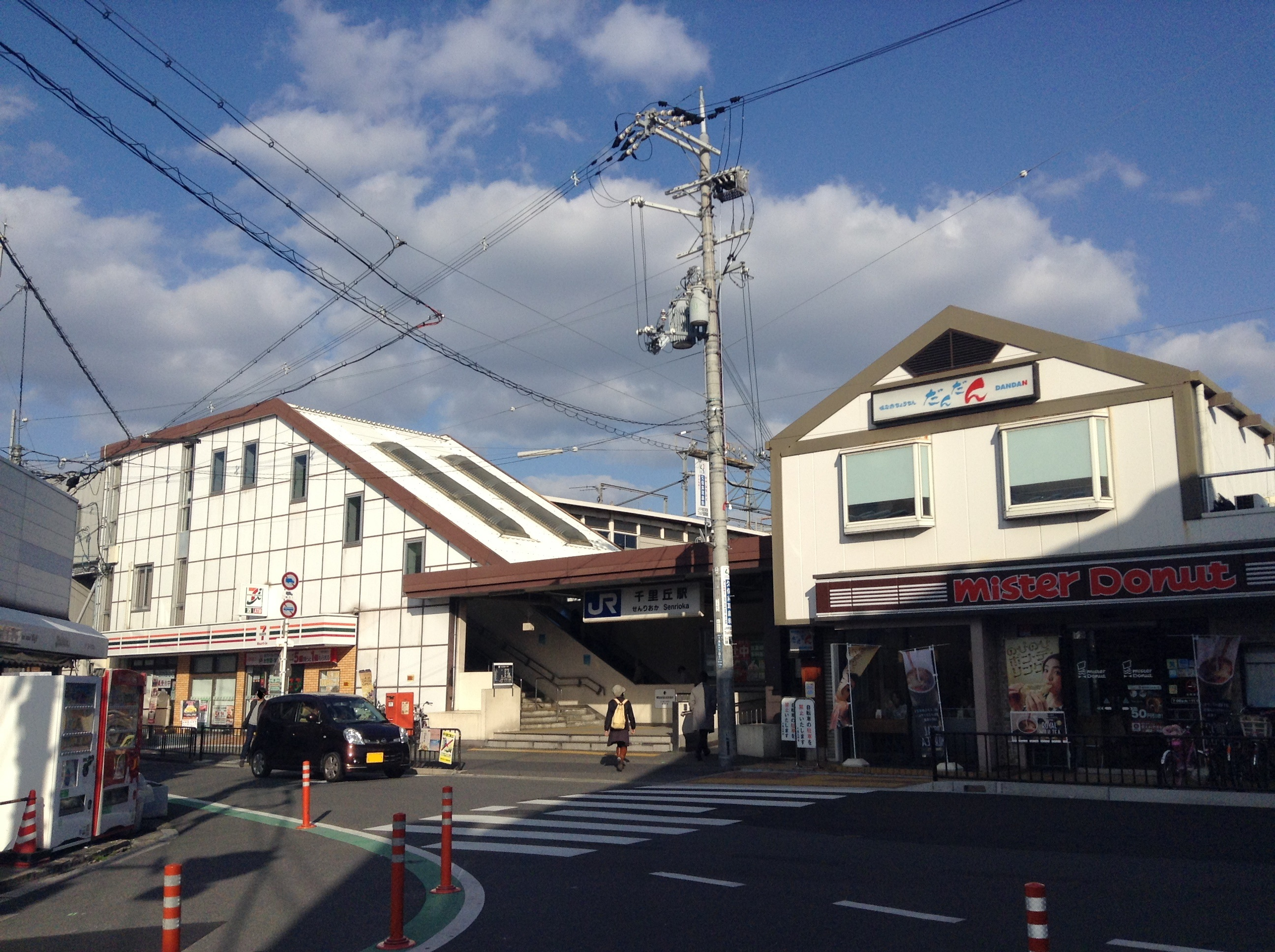
西口（2016年3月）

千里丘駅（せんりおかえき）は、大阪府摂津市千里丘一丁目にある、西日本旅客鉄道（JR西日本）東海道本線の駅である。駅番号はJR-A42。「JR京都線」の愛称区間に含まれている。

## 概要
摂津市内では唯一のJRの旅客駅である。
同市内の駅の中では群を抜いて利用客数は多いが、駅自体は吹田市や茨木市との市境と近接する位置にあり、両市からの利用も多い。また吹田市については、市外でありながらコミュニティバス（すいすいバス）を駅前に発着させている。
駅東側には阪急京都本線が走っており、当駅から近い位置（約500m）に摂津市駅が2010年3月14日に開業した。それまでの70年余り、当駅周辺には他社局の鉄道駅が全くない独占状態であった。

## 歴史
1938年（昭和13年）、東海道本線の茨木駅 - 吹田駅間に新しく開設された。周辺は農村であったが、産業道路（現在の主要地方道大阪高槻京都線）の開通とならんで工場の進出と宅地化を促し、三宅村や味舌村（現在の摂津市域北部）の人口増加に寄与した。太平洋戦争後には駅前商店街が発展し、三宅村・味舌町・山田村にまたがって駅周辺の都市化が進展した。この駅を中心とした発展は昭和の大合併にも影響を与え、味舌・三宅・山田の3町村あるいはこれらを含む枠組みでの合併が検討されたり、山田村の吹田市への編入反対や三宅村の茨木市への編入反対および分村の動きが生じたりした。
駅名は千里丘陵に由来すると思われるが、所在地は丘陵から南東に外れた平野部である。また、千里丘陵の由来となった千里村（ちさとむら）からも数キロメートル東に離れている。
1956年、味舌町外2ヶ村の合併により三島町が発足した際、駅の周辺に大字千里丘が設置された。さらに、摂津市が1966年に実施した住居表示に伴い、大字千里丘を含む市北西部に千里丘、千里丘東、南千里丘の町名が新設された。隣接する吹田市では1971年度の住居表示実施に伴って千里丘駅周辺の地区に千里丘上、千里丘中、千里丘下、千里丘西、千里丘北の町名が新設された。
当初は地上駅で、1970年に開催された大阪万博で最寄り駅に想定され、それに併せて橋上駅舎化などの再開発を行う予定だった。しかし、最寄り駅競争は京都方面の隣の茨木駅に敗れ、その後約13年間再開発されないままだった。

### 年表
- 1938年（昭和13年）12月1日：鉄道省東海道本線の茨木駅 - 吹田駅間に設置[9][3]。所在地は三島郡三宅村大字小坪井[9]。旅客、手荷物、小荷物および付随小荷物を取り扱う[9]。
- 1983年（昭和58年）3月18日：現在の橋上駅舎に改築（2代目）[10]。
- 1987年（昭和62年）4月1日：国鉄分割民営化により、西日本旅客鉄道（JR西日本）の駅となる[2]。
- 1988年（昭和63年）3月13日：路線愛称の制定により、「JR京都線」の愛称を使用開始。
- 1992年（平成4年）3月25日：フォルテ千里丘（現在のフォルテ摂津）が駅東側に開業。駅コンコースと新たに建設したペデストリアンデッキで直結。
- 1997年（平成9年）7月19日：自動改札機を設置し、供用開始[11]。
- 2002年（平成14年）7月29日：JR京都・神戸線運行管理システム導入[12]。
- 2003年（平成15年）11月1日：ICカード「ICOCA」の利用が可能となる[13]。
- 2007年（平成19年）3月18日：駅自動放送を更新。
- 2008年（平成20年）11月22日：ホームの京都方に上り下りのエスカレーターとエレベーターを設置。
- 2014年（平成26年）12月27日：西口のエレベーターが使用を開始。
- 2015年（平成27年）
  - 3月12日：入線警告音の見直しに伴い、接近メロディ導入[14]。
  - 3月14日：ホームのかさ上げ工事が完成。
- 2018年（平成30年）3月17日：駅ナンバリングが導入される。
- 2022年（令和4年）
  - 3月4日：この日をもってみどりの窓口が営業終了。
  - 3月5日：みどりの券売機プラスが稼働開始。
- 2024年（令和6年）10月27日：駅ビル内の田村書店が閉店。

## 駅構造
旅客線のみに島式ホーム2面4線を持つ地上駅で、橋上駅舎を有する。ただし、通過列車のみの1番のりばと4番のりばは柵が設置されており、利用できなくなっている。分岐器や絶対信号機を持たないため、停留所に分類される。
直営駅ではあるが駅長は配置されておらず、高槻駅（管理駅）と茨木駅（地区駅）が当駅を管理している。ICOCA利用可能駅であり、ICOCAの相互利用対象カードも利用可能。

### のりば
| のりば | 路線      | 方向 | 線路   | 行先                       |
| ------ | --------- | ---- | ------ | -------------------------- |
| 1      | AJR京都線 | 上り | 外側線 | （通過列車のみのため閉鎖） |
| 2      | JR京都線  | 上り | 内側線 | 高槻・京都方面             |
| 3      | JR京都線  | 下り | 内側線 | 大阪・三ノ宮方面           |
| 4      | AJR京都線 | 下り | 外側線 | （通過列車のみのため閉鎖） |

- 上表の路線名は旅客案内上の名称（愛称）で表記している。

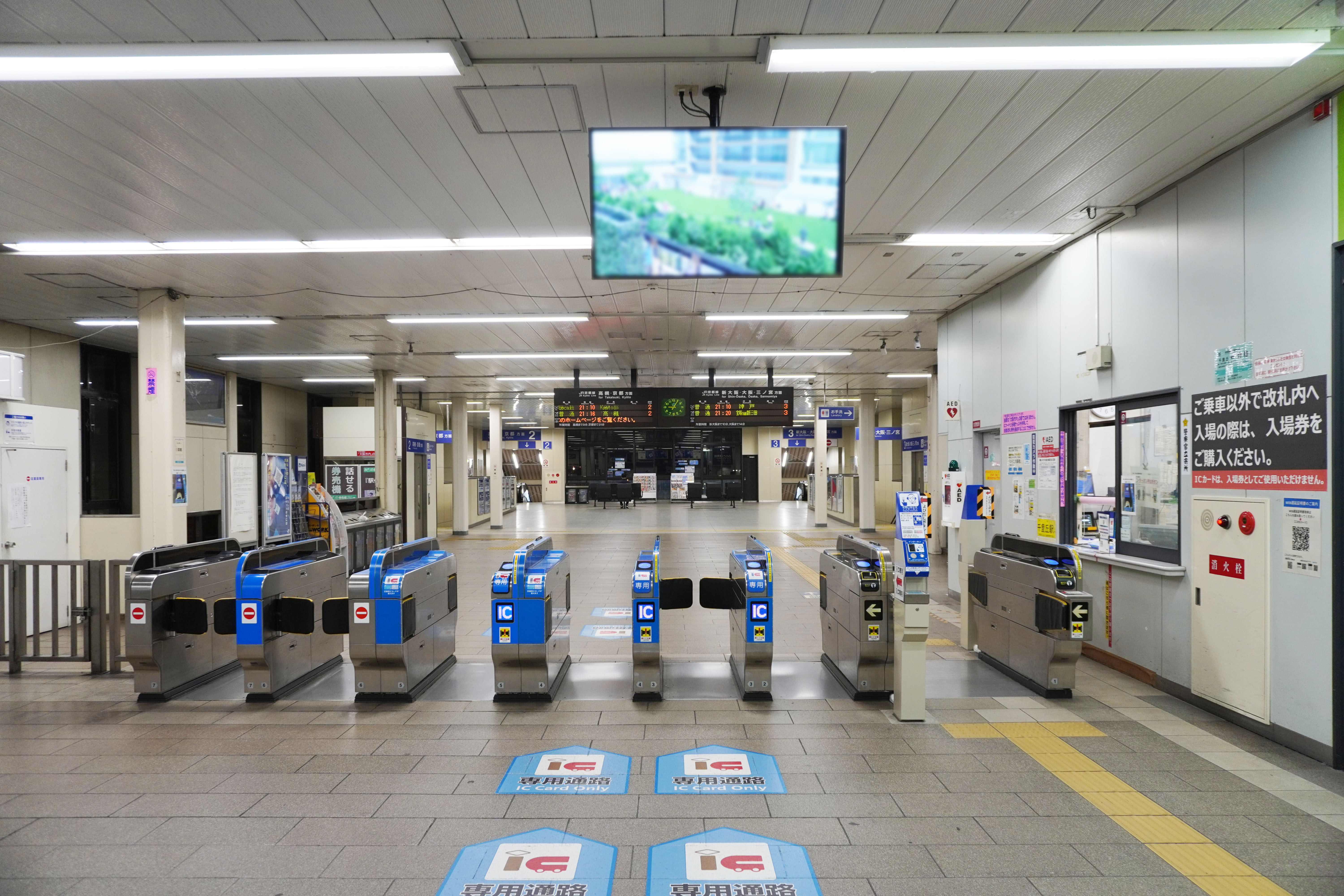
改札口（2023年2月）
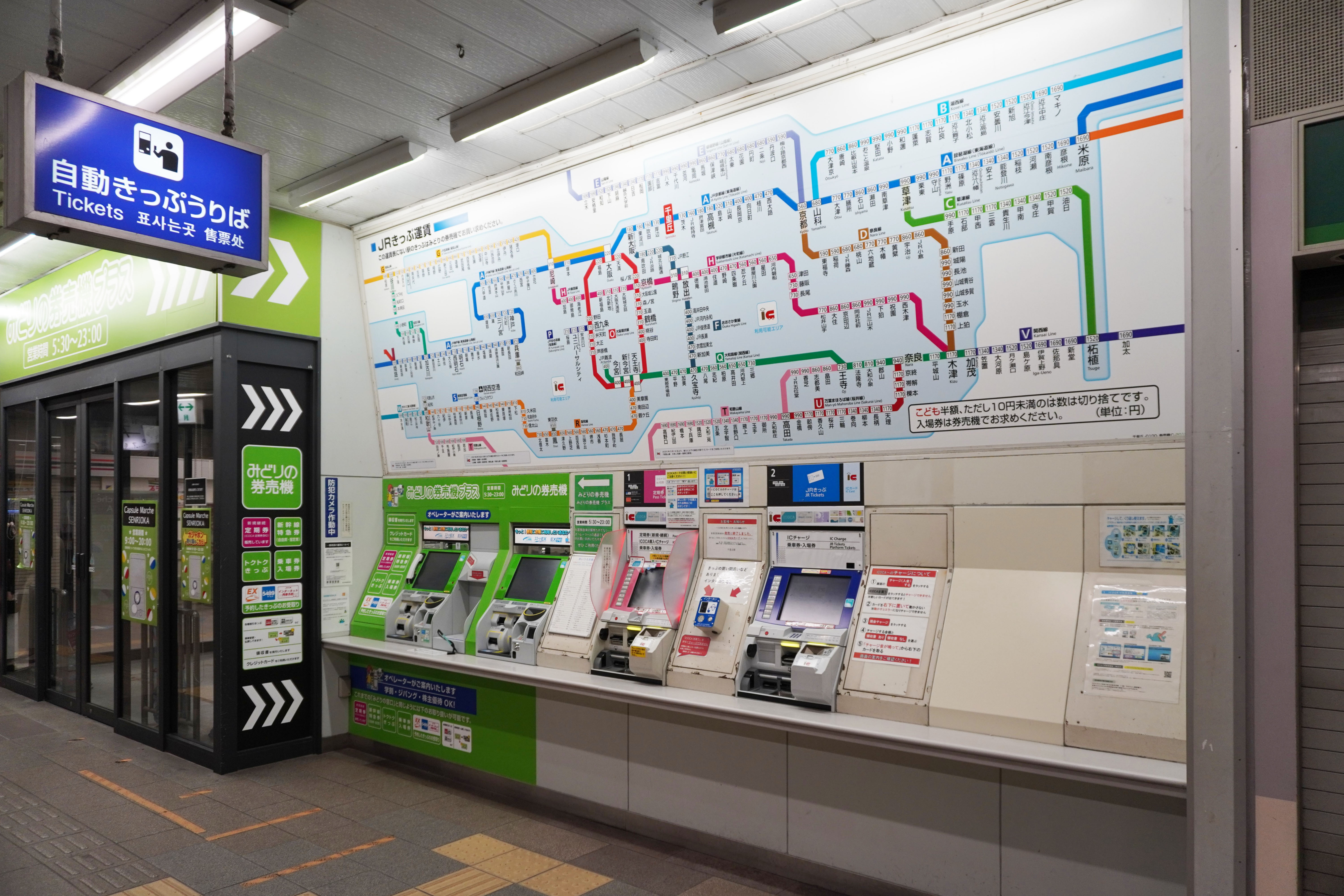
切符売り場（2023年2月）
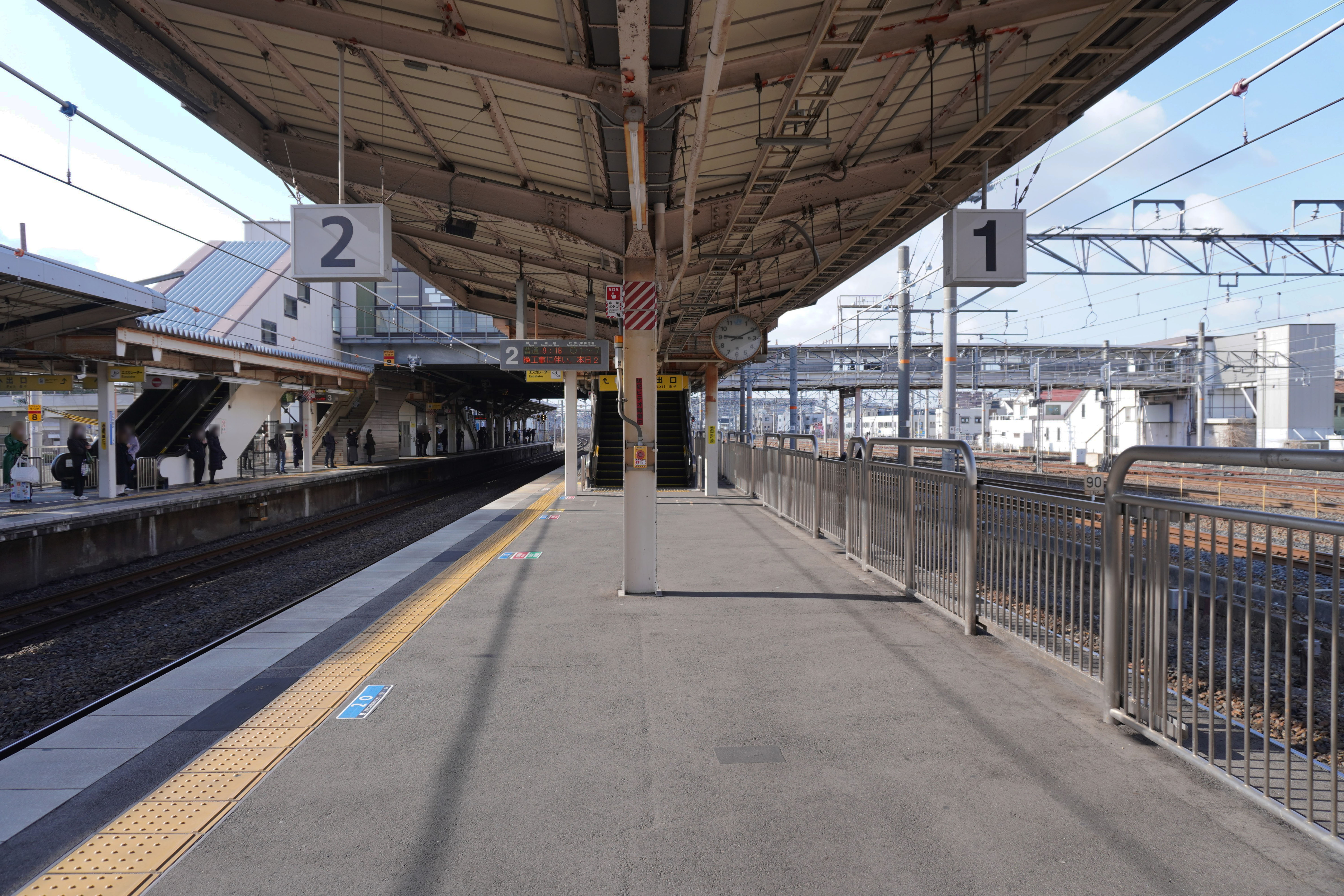
1・2番のりばホーム（2023年2月）
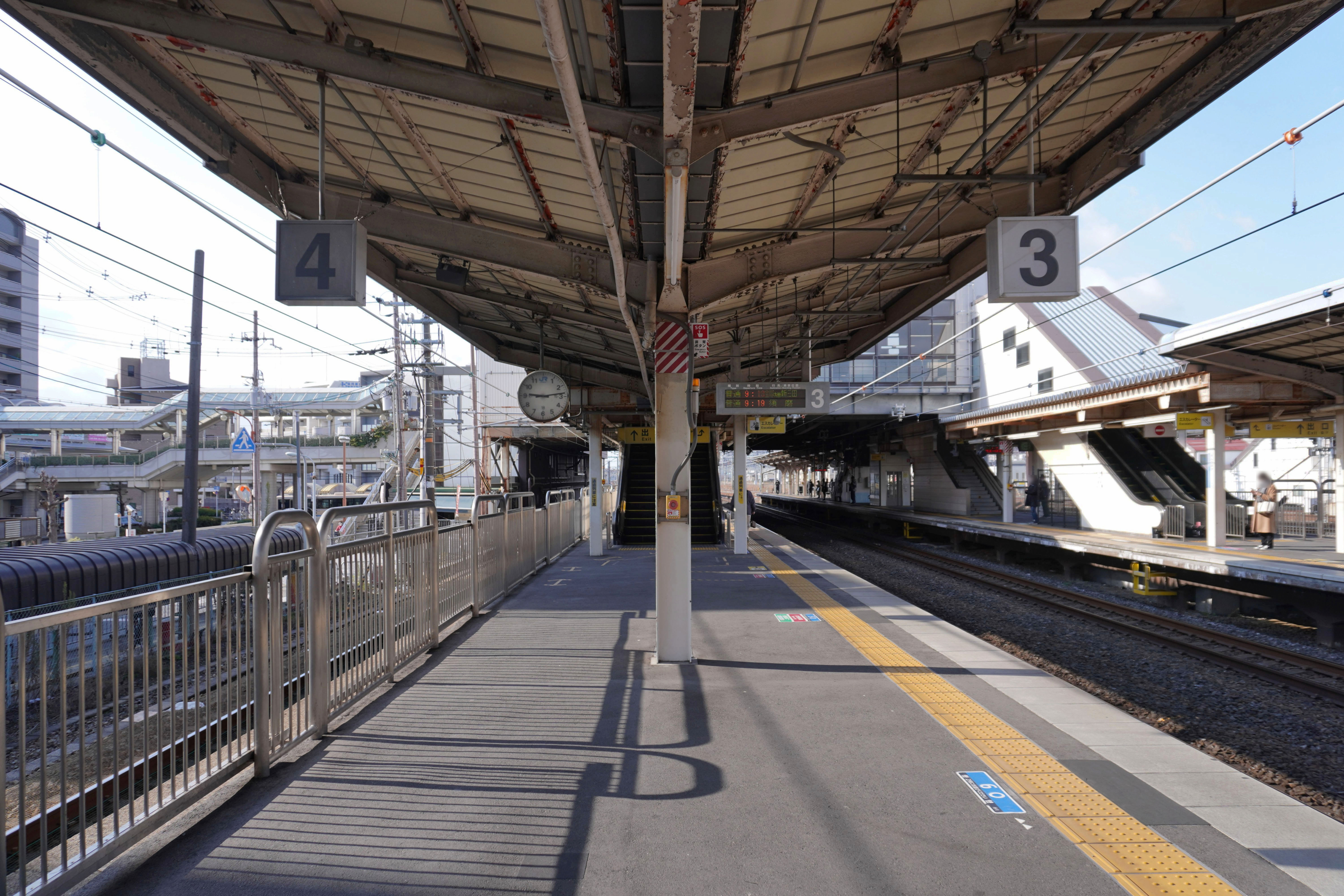
3・4番のりばホーム（2023年2月）

## 利用状況
2023年（令和5年）度の1日平均乗車人員は19,384人である。JR西日本では岸辺駅に次いで49番目に多い駅となっている。
かつてはJR京都線の普通しか停車しない駅の中で最も利用客数が多かったが、前述の摂津市駅開業もあり減少傾向が続いた。現在は吹田駅・岸辺駅に次いで3番目の数字となっている。
各年度の1日平均乗車人員は以下の通りである。
| 年度               | 1日平均 乗車人員 | 増加率 | 順位 | 定期利用状況 | 定期利用状況 | 出典     | 出典          |
| 年度               | 1日平均 乗車人員 | 増加率 | 順位 | 1日平均      | 定期率       | JR       | 大阪府        |
| ------------------ | ---------------- | ------ | ---- | ------------ | ------------ | -------- | ------------- |
| 1988年（昭和63年） | 24,094           |        |      | 16,658       | 69.1%        |          | [ 大阪府 1 ]  |
| 1989年（平成元年） | 24,072           | -1.0%  |      | 16,558       | 68.8%        |          | [ 大阪府 1 ]  |
| 1990年（平成02年） | 24,401           | 1.4%   |      | 16,688       | 68.4%        |          | [ 大阪府 2 ]  |
| 1991年（平成03年） | 24,360           | -0.2%  |      | 16,619       | 68.2%        |          | [ 大阪府 3 ]  |
| 1992年（平成04年） | 24,969           | 2.5%   |      | 17,098       | 68.5%        |          | [ 大阪府 4 ]  |
| 1993年（平成05年） | 24,885           | -0.3%  |      | 16,986       | 68.3%        |          | [ 大阪府 5 ]  |
| 1994年（平成06年） | 24,808           | -0.3%  |      | 16,737       | 67.5%        |          | [ 大阪府 6 ]  |
| 1995年（平成07年） | 25,665           | 3.5%   |      | 17,233       | 67.1%        |          | [ 大阪府 7 ]  |
| 1996年（平成08年） | 25,831           | 0.6%   |      | 17,233       | 66.7%        |          | [ 大阪府 8 ]  |
| 1997年（平成09年） | 24,611           | -4.7%  |      | 16,456       | 66.9%        |          | [ 大阪府 9 ]  |
| 1998年（平成10年） | 23,131           | -6.0%  |      | 15,382       | 66.5%        |          | [ 大阪府 10 ] |
| 1999年（平成11年） | 22,172           | -4.1%  |      | 14,528       | 65.5%        |          | [ 大阪府 11 ] |
| 2000年（平成12年） | 21,566           | -2.7%  |      | 14,012       | 65.0%        |          | [ 大阪府 12 ] |
| 2001年（平成13年） | 20,689           | -4.1%  |      | 13,357       | 64.6%        |          | [ 大阪府 13 ] |
| 2002年（平成14年） | 20,483           | -1.0%  |      | 13,234       | 64.6%        |          | [ 大阪府 14 ] |
| 2003年（平成15年） | 20,971           | 2.4%   |      | 13,673       | 65.2%        |          | [ 大阪府 15 ] |
| 2004年（平成16年） | 20,768           | -1.0%  |      | 13,701       | 66.0%        |          | [ 大阪府 16 ] |
| 2005年（平成17年） | 20,517           | -1.2%  |      | 13,589       | 66.2%        |          | [ 大阪府 17 ] |
| 2006年（平成18年） | 20,566           | 0.2%   |      | 13,618       | 66.2%        |          | [ 大阪府 18 ] |
| 2007年（平成19年） | 20,145           | -2.0%  |      | 13,392       | 66.5%        |          | [ 大阪府 19 ] |
| 2008年（平成20年） | 19,652           | -2.4%  |      | 13,140       | 66.9%        |          | [ 大阪府 20 ] |
| 2009年（平成21年） | 19,296           | -1.8%  |      | 13,015       | 67.4%        |          | [ 大阪府 21 ] |
| 2010年（平成22年） | 18,258           | -5.4%  |      | 12,383       | 67.8%        |          | [ 大阪府 22 ] |
| 2011年（平成23年） | 18,095           | -0.9%  |      | 12,058       | 66.6%        |          | [ 大阪府 23 ] |
| 2012年（平成24年） | 18,410           | 1.7%   |      | 12,173       | 66.1%        |          | [ 大阪府 24 ] |
| 2013年（平成25年） | 19,071           | 3.6%   |      | 12,673       | 66.5%        |          | [ 大阪府 25 ] |
| 2014年（平成26年） | 19,214           | 0.7%   |      | 12,841       | 66.8%        |          | [ 大阪府 26 ] |
| 2015年（平成27年） | 19,760           | 2.7%   |      | 13,328       | 67.4%        |          | [ 大阪府 27 ] |
| 2016年（平成28年） | 20,064           | 1.5%   |      | 13,668       | 68.1%        |          | [ 大阪府 28 ] |
| 2017年（平成29年） | 20,179           | 0.6%   |      | 13,766       | 68.2%        |          | [ 大阪府 29 ] |
| 2018年（平成30年） | 20,230           | 0.3%   |      | 13,886       | 68.6%        |          | [ 大阪府 30 ] |
| 2019年（令和元年） | 20,297           | 0.3%   |      | 14,086       | 69.4%        |          | [ 大阪府 31 ] |
| 2020年（令和02年） | 16,498           | -18.7% | 47位 | 12,142       | 73.6%        | [ JR 1 ] | [ 大阪府 32 ] |
| 2021年（令和03年） | 16,978           | 2.9%   | 47位 | 12,154       | 71.6%        | [ JR 2 ] | [ 大阪府 33 ] |
| 2022年（令和04年） | 18,513           | 9.0%   | 50位 | 12,676       | 68.5%        | [ JR 3 ] | [ 大阪府 34 ] |
| 2023年（令和05年） | 19,384           | 4.7%   | 49位 |              |              | [ JR 4 ] |               |

## 駅周辺

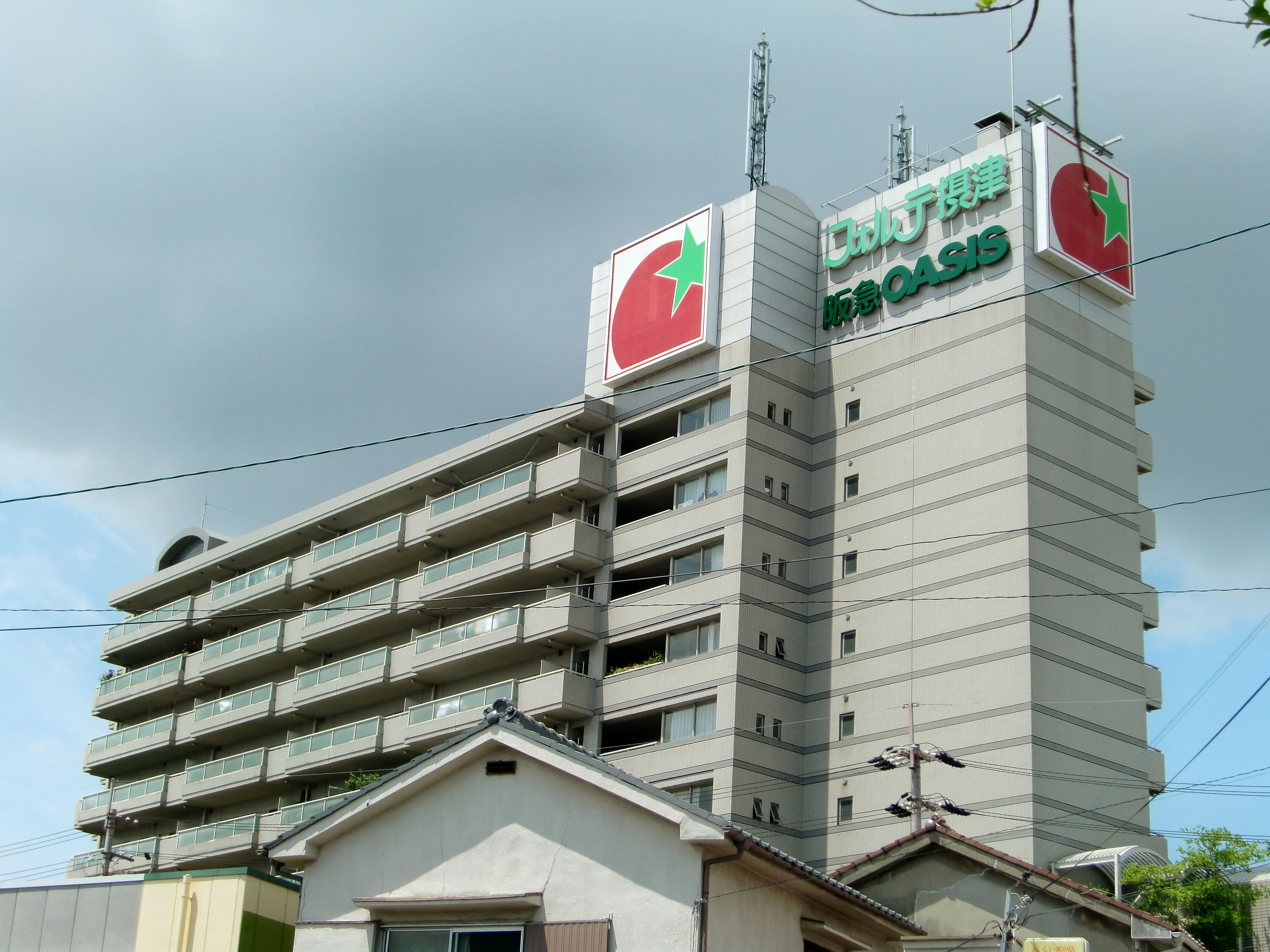
フォルテ摂津

周囲は摂津市西部の北端に当たり、東海道本線の北側を並行する府道14号大阪高槻京都線（産業道路）を越えたあたり（約200m先）から吹田市域に入る。また、当駅から茨木駅方面に向かって約400m先からは茨木市域に入る。駅東口には駅前再開発によりフォルテ摂津が建設され、バスターミナルも整備された。引き続き、西口も再開発中である。
以前は駅から南へ歩くと摂津市立総合福祉会館があり、プラネタリウムを楽しむことができたが、建物の老朽化により閉鎖された。
当駅の東と西を結ぶ大阪府道142号正雀停車場線（旧・大阪府道2号大阪中央環状線）は、かつては片道1車線の狭路で、交互信号が設置されていた。再開発とともに、この道路トンネルの拡幅工事も進められ、2009年10月から2車線通行が可能になった。また、かつては時間帯右折禁止だった、産業道路吹田市街方面からの右折（千里丘駅・門真市方面）が、これに併せて終日可能となった。

### 駅建物内
- 改札前
  - ブーランジュリータカギ （パン販売店）
  - セブン-イレブンKIOSK
- 西口 
  - ミスタードーナツ
  - セブン-イレブン ハートイン

### 西口方面
- 大阪府道1号茨木摂津線
- 大阪府道14号大阪高槻京都線（産業道路）
- 千里丘中央病院
- 日本郵便 摂津千里丘郵便局
- 吹田市立千里丘児童会館
- 関西みらい銀行千里丘駅前支店
- 吹田市立山田第二小学校
- 摂津市立千里丘小学校
- 吹田徳洲会病院
- 吹田スタジアム
- 市場池公園

### 東口方面
- フォルテ摂津
  - 阪急オアシス他
  - 摂津市立フォルテ摂津自転車自動車駐車場
- Foods Market SATAKE千里丘店
- 阪急電鉄摂津市駅
- りそな銀行千里丘支店
- 三菱UFJ茨木支店千里丘出張所
- 摂津郵便局
- 摂津市立摂津小学校
- 摂津市立三宅柳田小学校
- 摂津市立第一中学校
- 摂津市立第三中学校
- 大阪府立摂津高等学校
- 摂津市消防本部
- 摂津市役所
- 塩野義製薬
- 摂津医誠会病院

## バス路線

### 東口
駅前にロータリーが整備されており、阪急バスと近鉄バスが乗り入れている。

#### 近鉄バス
鳥飼営業所の担当。摂津市のコミュニティバス扱いで、全て平日のみの運行。停留所名は「JR千里丘」。
| のりば | 系統             | 行先               | 備考                         |
| ------ | ---------------- | ------------------ | ---------------------------- |
| 1      | 摂津市内循環バス | 53番：鳥飼車庫     | 2本のみ。別府経由            |
| 1      | 摂津市内循環バス | 54番：鳥飼車庫     | 最終便のみ。温水プール前経由 |
| 1      | 摂津市内循環バス | 55番：摂津市内循環 |                              |

#### 阪急バス
柱本営業所の担当で、鳥飼地区や高槻市内へ向かう路線が発着する。停留所名は「JR千里丘駅」。
| のりば | 路線       | 系統・行先                        | 備考                                             |
| ------ | ---------- | --------------------------------- | ------------------------------------------------ |
| 2      | 吹田摂津線 | 33系統：柱本団地/上鳥飼           | 南摂津駅は経由しない。一部便は上鳥飼止まり       |
| 2      | 吹田摂津線 | 34系統：柱本団地                  | 阪急摂津市駅（ロータリー）・摂津ふれあいの里経由 |
| 2      | 吹田摂津線 | 35系統：柱本団地                  |                                                  |
| 2      | 吹田摂津線 | 36系統：柱本団地/摂津ふれあいの里 | 摂津ふれあいの里経由、一部便は同停留所止まり     |

### 西口
吹田市のコミュニティバスであるすいすいバス（千里丘地区）が発着する。運行は阪急バス吹田営業所に委託。
- ひまわりルート
- あおばルート

## 隣の駅
西日本旅客鉄道（JR西日本）
 JR京都線（東海道本線）
■新快速・■快速
通過
■普通
茨木駅 (JR-A41) - 千里丘駅 (JR-A42) - 岸辺駅 (JR-A43)
- 営業キロ上、かつての吹田信号場は当駅 - 岸辺駅間に位置していたが、現在の吹田貨物ターミナル駅は岸辺駅 - 吹田駅間に位置する。

### 記事本文